# Henri Gougerot
Henri Gougerot (Saint-Ouen, Sena-Saint Denis, 2 de julio de 1881 - París, 1955) fue un micólogo y dermatólogo francés. En 1908 se doctoró en la Universidad de París, poco tiempo después fue profesor agregado en la Facultad de Medicina. En 1928 fue nombrado catedrática de Dermatología, y se convirtió en médico jefe en el Hôpital Saint-Louis. Por sus logros durante la Primera Guerra Mundial fue galardonado con la Croix de guerre.
Gougerot es recordado por sus trabajos sobre desórdenes dematológicos. En 1909, fue el primero en describir hemisporosis, y con Charles Lucien de Beurmann (1851-1923), realizó una extensa investigación sobre micosis, que incluyen estudios pioneros sobre la Esporotricosis.
En 1925 describió tres casos separados de atrofia de las glándulas salivarias asociadas con sequedad en los ojos, boca y vagina. Varios años después, el oftalmólogo sueco Henrik Sjögren (1899-1986) escribió un reporte detallado de la enfermedad en Zur Kenntnis der keratoconjunctivitis sicca. Hoy en día, esta enfermedad autoinmune es conocida como Síndrome de Sjögren, sin embargo, a veces se refiere a ella como el "Síndrome Gougerot-Sjögren".
Gougerot fue un escritos porlifero, con cerca de 2500 artículos. Publicó Archives dermato-syphiligraphiques de la clinique de l’hôpital Saint-Louis, y con Ferdinand-Jean Darier (1856-1938) y Raymond Sabouraud (1864-1938), editaron Nouvelle Pratique Dermatologique; un trabajo de ocho volúmenes sobre dermatología.

## Epónimos asociados
- Tríada de Gougerot : una enfermedad con tres síntomas dermatólogicosseparados que posteriormente suelen afectar a los muslos y las piernas. Descrito por Gougerot en su tratado,Trisymptome atypique. También es conocida como enfermedad de Gougerot.

## Obras destacadas
- Mycoses nouvelles: l'hémisporose. Ostéite humaine primitive du tibia due à l'Hémispora Stellata; with Pierre Jean Baptiste Caraven, (1911)
- Les nouvelles mycoses; with Charles Lucien de Beurmann, (1911)
- Les sporotrichoses; with Charles Lucien de Beurmann, (1912)
- Bacillo-tuberculose non folliculaire, (1913)
- Le traitement de la syphilis en clientèle, 1914; 3rd edition, 1927

- La abreviatura «Gougerot» se emplea para indicar a Henri Gougerot como autoridad en la descripción y clasificación científica de los vegetales.[2]